# 馬克斯·維斯塔潘
馬克斯·艾米利安·維斯塔潘（荷蘭語：Max Emilian Verstappen，發音：[ˈmɑks fɛrˈstɑpə(n)]；1997年9月30日—），荷蘭賽車手，於2021年、2022年、2023年和2024年贏得一級方程式賽車世界冠軍，現時效力於紅牛車隊。維斯塔潘保有一级方程式單季最多分站冠軍、單季最多頒獎台完賽、最長連續分站冠軍、最長連續桿位等纪录。
維斯塔潘在2014年參加國際汽車聯盟歐洲三級方程式賽車錦標賽，並在2015年加入紅牛二隊，以17歲又166天的年齡成為最年輕一級方程式車手。他在紅牛二隊完成2015賽季和2016賽季最初四場比賽後被晉升至紅牛車隊。隨後在2016年西班牙大獎賽中獲得首座分站冠軍，以18歲又228天的年齡成為最年輕一級方程式分站冠軍車手。

## 家庭和個人生活
馬克斯出生於賽車世家。他的父親是前一級方程式賽車車手喬斯·維斯塔潘，母親蘇菲·庫彭是一位成功的比利時籍前卡丁車手。他的外祖父保羅·庫彭是前GT耐力賽車手，舅舅安東尼·庫彭則是FIA GT錦標賽與利曼24小時耐力賽車手。
維斯塔潘目前與巴西籍三屆一級方程式賽車世界冠軍尼爾遜·畢奇的女兒凱莉·皮奎特交往中。2024年12月6日，維斯塔潘在Instagram上宣佈凱莉懷孕。2025年4月，兩人的女兒出生。

## 職業生涯

### 卡丁車
維斯塔潘自4歲半時開始駕駛卡丁車。2005年，他參加了家鄉林堡省的迷你青少年錦標賽，並在2005年和2006年贏得了VAS錦標賽。2007年，他被晉升至羅泰克斯Max卡丁車挑戰賽級別，並贏得了比利時和荷蘭Minimax錦標賽。2008年，他贏得了比利時見習生錦標賽和比利時Minimax錦標賽。
2009年，維斯塔潘加入佩克斯車隊（Pex Racing），並贏得了法蘭德斯Minimax錦標賽和比利時KF5錦標賽冠軍。2010年，維斯塔潘被CRG簽下，晉升至國際卡丁車賽，出戰世界及歐洲錦標賽。之後他在世界KF3錦標賽屈居亞軍。而他在之後的WSK歐洲KF3系列賽和WSK世界KF3系列賽贏得了冠軍。2011年，維斯塔潘再度贏得WSK歐洲KF3系列賽冠軍。
2012年，他加入了Intrepid卡丁車車手計畫，出戰KF2與KZ2兩個級別。之後，他贏得了WSK大師KF2系列賽冠軍。2012年，維斯塔潘宣布他將會離開Intrepid。在短暫地駕駛CRG製造的辛尼迪卡丁車後，維斯塔潘再度重返CRG廠隊。之後，他在世界KF2錦標賽獲得亞軍。他也獲得南加爾達KF2冬季盃冠軍。2013年，他再度贏得南加爾達KF2冬季盃冠軍。之後他還贏得了歐洲KF和KZ錦標賽冠軍、WSK歐洲KZ系列賽冠軍和WSK大師KZ2系列賽冠軍。接著他在世界KZ錦標賽中，贏得了卡丁車最高級別——KZ級別的冠軍。

### 低階方程式賽車
維斯塔潘在2013年10月11日的彭布萊賽道展開他駕駛賽車的第一米。他在第一天駕駛巴拉兹-伊普西隆FR2.0-10雷諾方程式賽車，行駛160圈。這輛賽車是由荷蘭的馬諾MP車隊所提供的。維斯塔潘在2013年12月為賽車公園學院測試達拉拉F311三級方程式賽車。緊接著在12月於赫雷斯賽道進行雷諾方程式測試。他駕駛約瑟夫·考夫曼車隊賽車，且他在場上的速度比斯坦·肖斯洛斯特和馬特·帕里等雷諾方程式車手出色。維斯塔潘在瓦倫西亞旁的里卡多·托爾莫賽道所寫下的圈速比包括塔蒂亞娜·卡爾德隆和埃迪·奇弗三世等經驗豐富的車手都要快。
2014年1月16日，維斯塔潘宣布會首次出戰佛羅里達冬季系列賽。2月5日，在第二個比賽週末，維斯塔潘從桿位起跑，贏得了棕櫚灘國際賽道的比賽。幾周後，維斯塔潘以0.004秒的優勢擊敗尼古拉斯·拉提菲，贏得了在霍姆斯特德-邁阿密賽道舉行的系列賽的第二場比賽。

### 三級方程式賽車

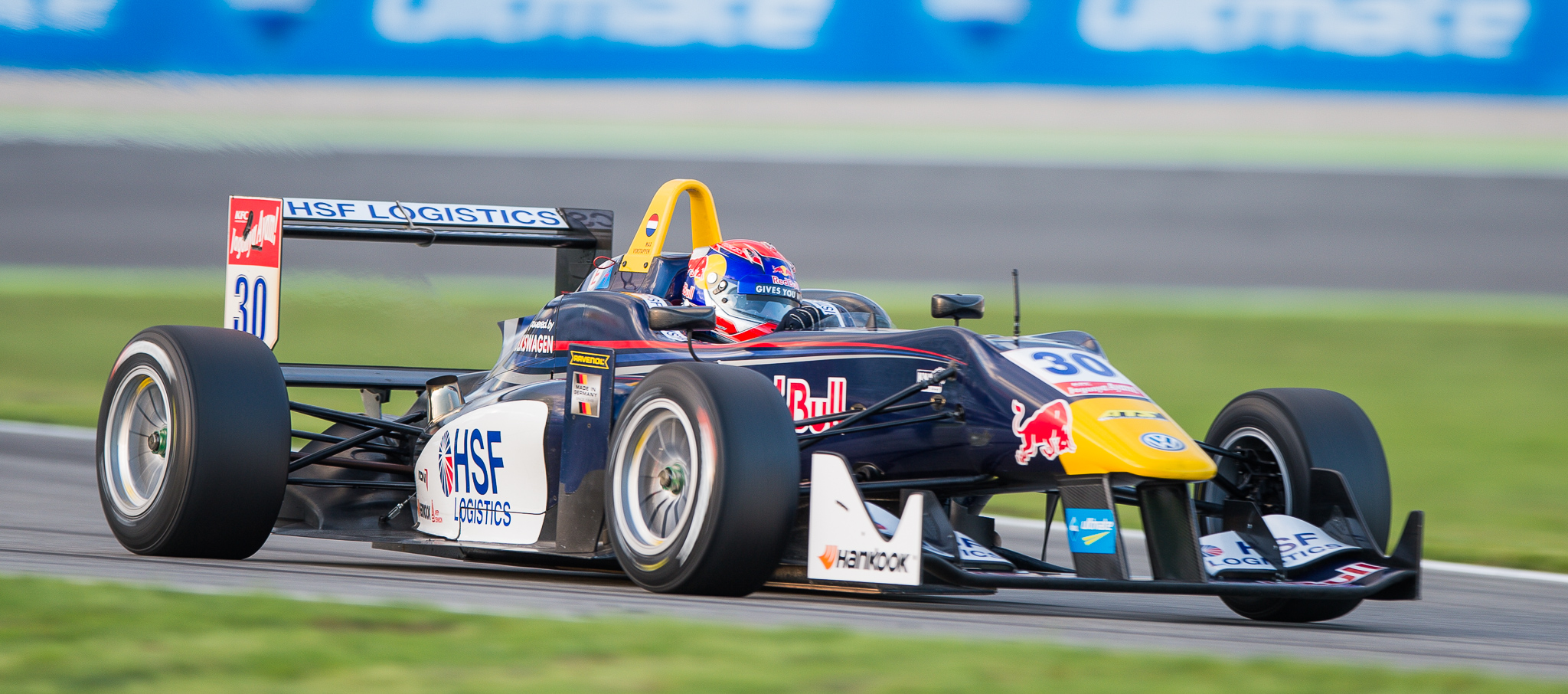
維斯塔潘於歐洲三級方程式錦標賽為凡阿默斯福特車隊出賽。

維斯塔潘在2014年加入凡·阿默斯福特車隊，出戰國際汽車聯盟歐洲三級方程式賽車錦標賽。維斯塔潘創下了六連勝的紀錄，並獲得十場勝利，同時還包括八次退賽和一次未起跑。維斯塔潘在2014年8月加入紅牛少年車隊，同時也受邀加入梅賽德斯車隊的車手發展計劃。

### 一級方程式賽車

#### 2014年賽季
在日本大獎賽，維斯塔潘在第一次練習賽中取代若-埃里克·沃尼，以17歲又3天成為最年輕一級方程式周末車手。

#### 2015年賽季

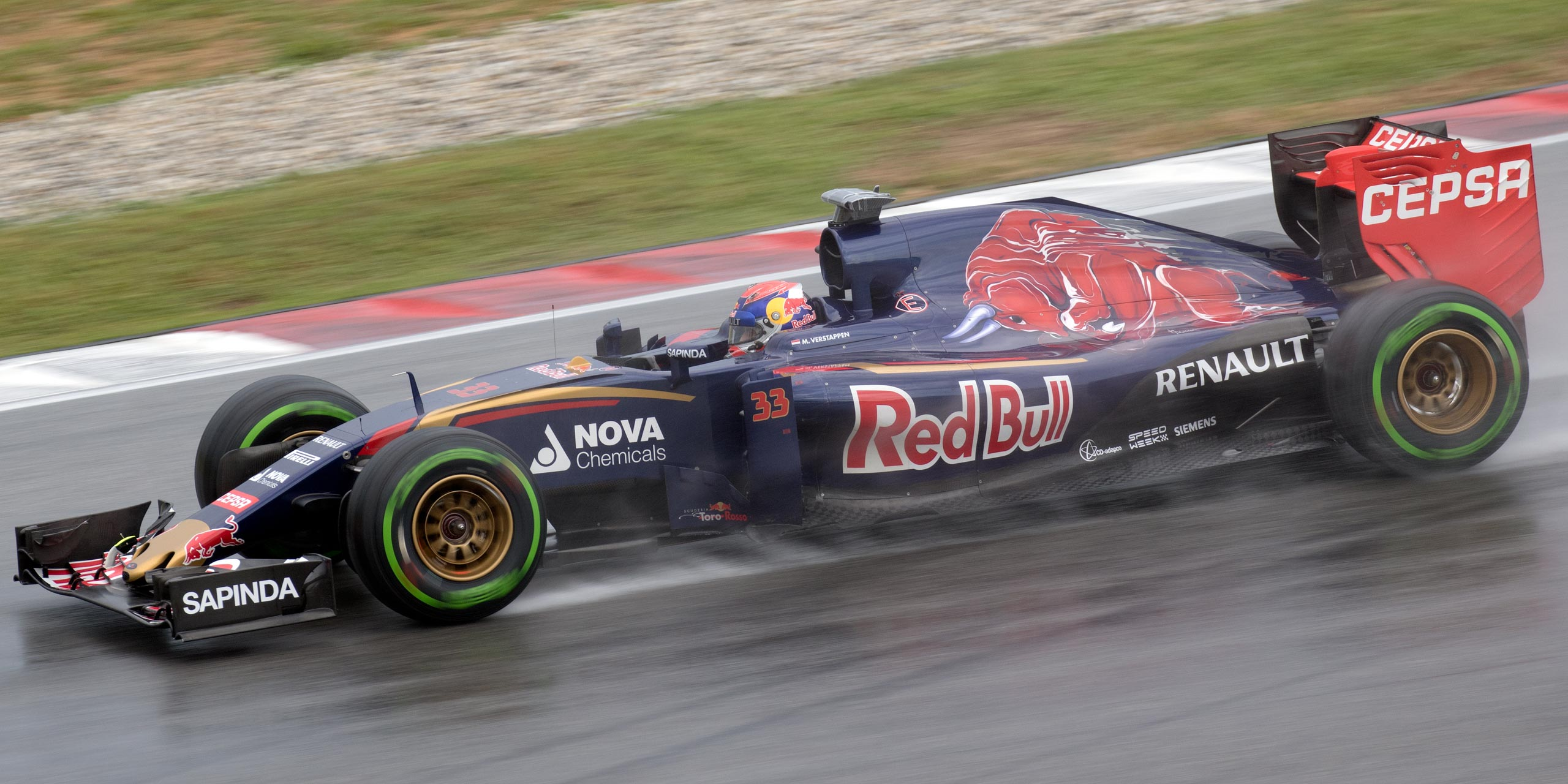
維斯塔潘於2015年馬來西亞大獎賽為紅牛二隊出賽。

在澳大利亞大獎賽，維斯塔潘從第12位發車，但在比賽中期因引擎故障被迫退賽，以17歲又166天成為一級方程式最年輕起跑車手。在馬來西亞大獎賽，維斯塔潘以第六位發車，最終以第七名完賽，以17歲又180天成為最年輕一級方程式積分車手。賽季結束後，維斯塔潘在國際汽聯頒獎典禮上獲得“年度最佳新秀”、“年度風雲人物”和“年度最佳行動”。

#### 2016年賽季

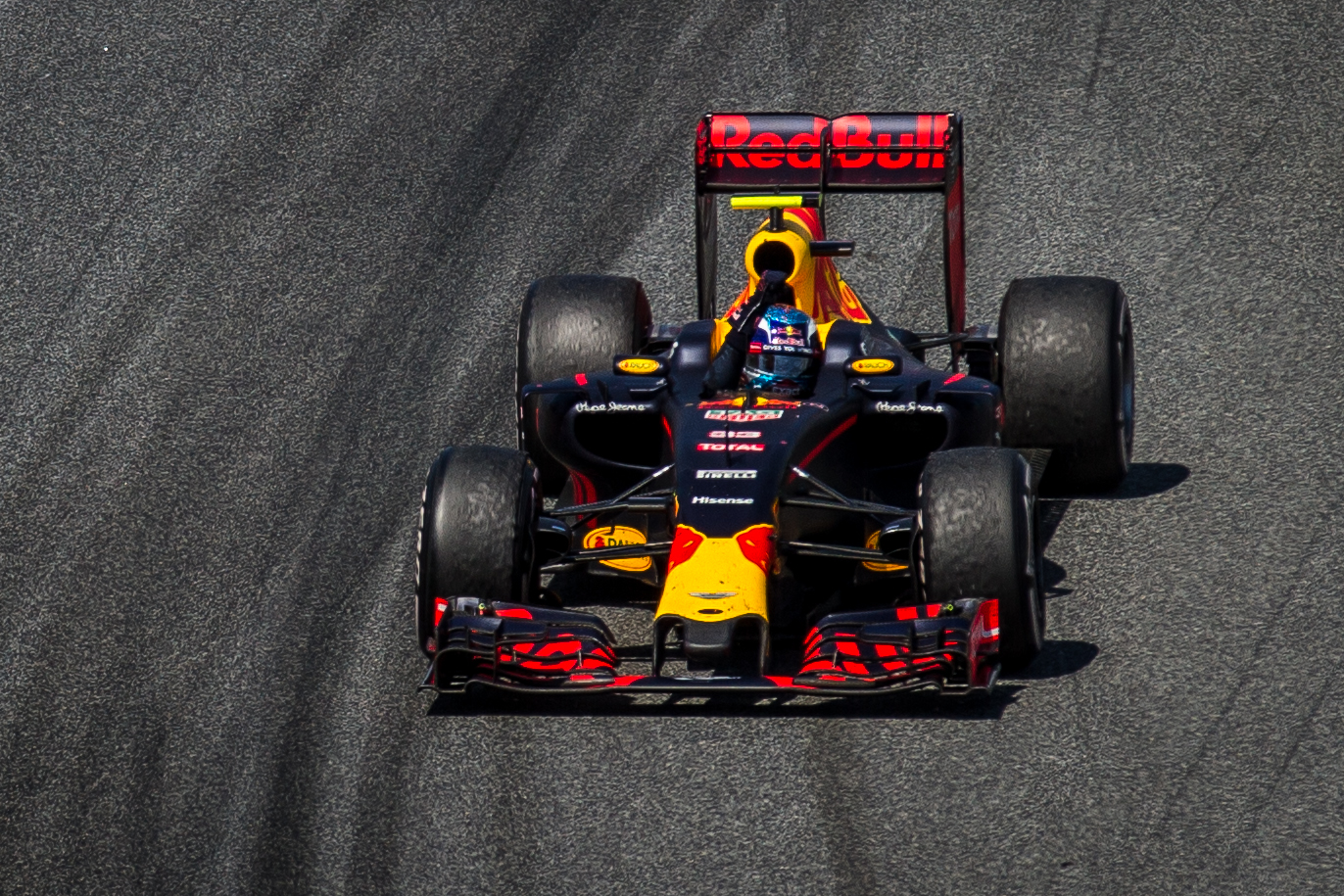
維斯塔潘於2016年西班牙大獎賽為紅牛車隊出賽。

在俄羅斯大獎賽結束後，紅牛車隊宣布從西班牙大獎賽開始，由維斯塔潘取代丹尼爾·科維亞特。在西班牙大獎賽，維斯塔潘從第四位發車，受益於梅賽德斯車隊的路易斯·漢米爾頓和尼科·羅斯伯格的退賽和在比賽中採用了與隊友丹尼爾·里奇亞多不同的策略，並在比賽後期成功抵擋來自法拉利車隊的奇米·雷克南的進攻，以18歲又228天成為最年輕一級方程式分站冠軍車手。

#### 2017年賽季
在馬來西亞大獎賽，維斯塔潘從第三位發車，受益於雷克南在暖胎圈的退賽和在比賽初期超越漢米爾頓，最終取得勝利。在墨西哥大獎賽，維斯塔潘從第二位發車，在第一圈超越塞巴斯蒂安·維特爾，最終取得勝利。

#### 2018年賽季
在奧地利大獎賽，維斯塔潘從第四位發車，在比賽初期超越雷克南和受益於瓦爾特利·博塔斯的退賽和漢米爾頓的進站失誤，最終取得勝利。在墨西哥大獎賽，維斯塔潘從第二位發車，在第一圈超越隊友丹尼爾·里奇亞多，最終取得勝利。

#### 2019年賽季

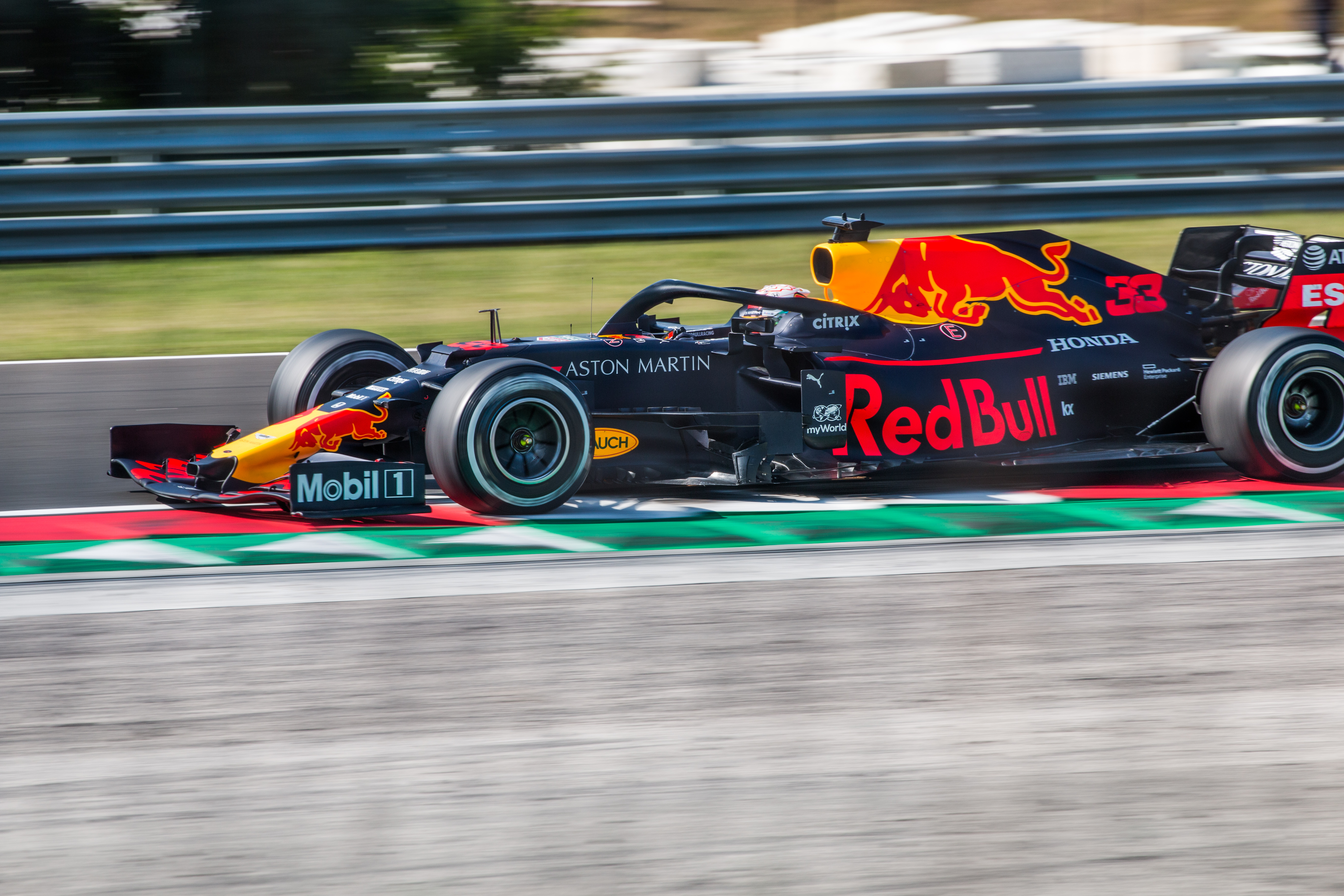
維斯塔潘於2019年匈牙利大獎賽為紅牛車隊出賽。

在奧地利大獎賽，維斯塔潘從第三位發車，儘管開局不佳一度跌至中游，但在比賽後期超越夏爾·勒克萊爾，最終取得勝利。在德國大獎賽，維斯塔潘從第二位發車，儘管開局表現類似奧地利站般不理想，但在比賽後期超越漢米爾頓，最終取得勝利。在匈牙利大獎賽，維斯塔潘從桿位發車，但在比賽後期被漢米爾頓超越，最終以第二名完賽。在巴西大獎賽，維斯塔潘從桿位發車，最終取得勝利。

#### 2020年賽季
在70周年大獎賽，維斯塔潘從第四位發車，在比賽中採用了與漢米爾頓和博塔斯不同的策略，最終取得勝利。在阿布達比大獎賽，維斯塔潘從桿位發車，在起跑後守住領先一路領跑，最終取得勝利。

#### 2021年賽季

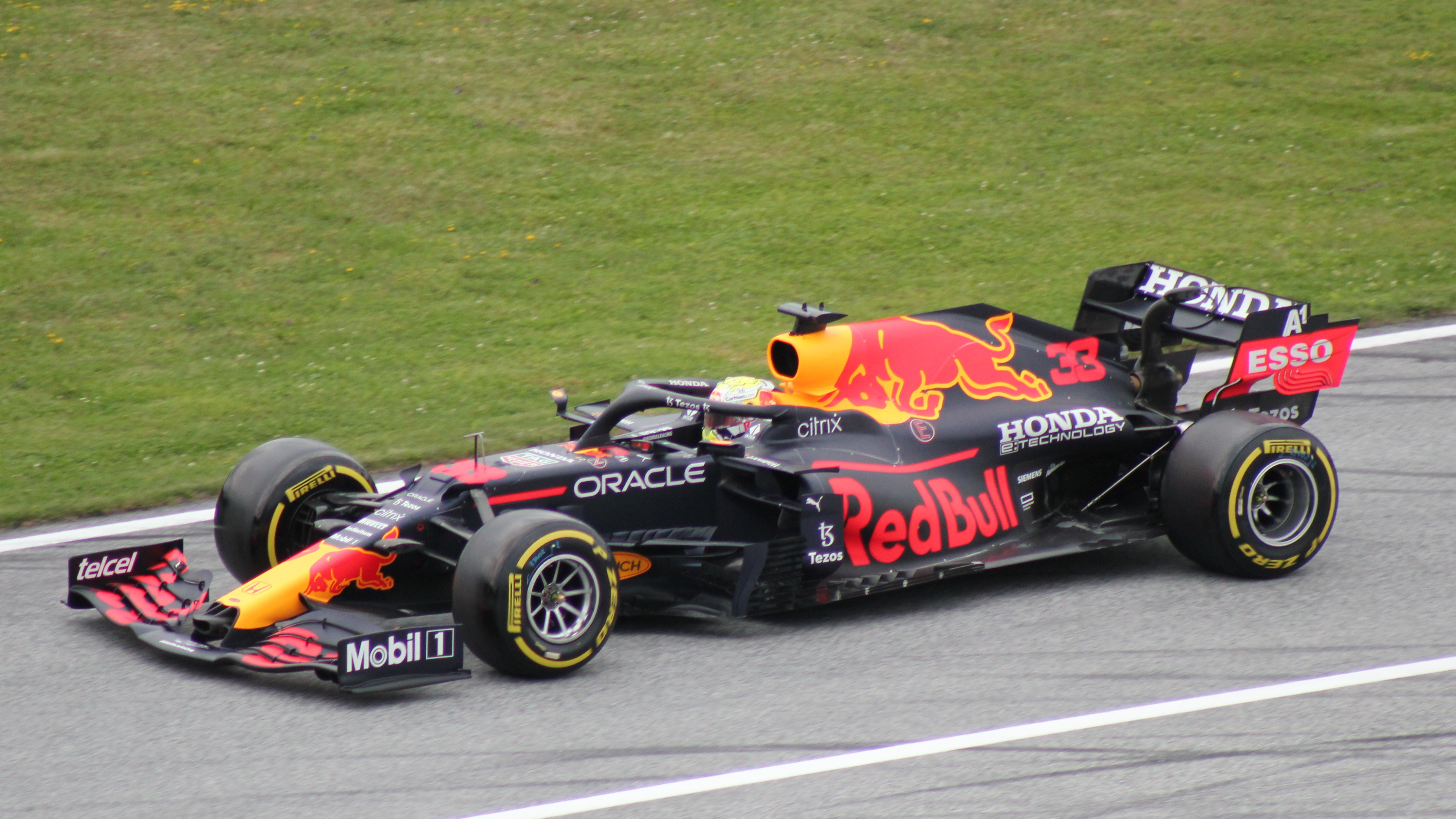
維斯塔潘於2021年奧地利大獎賽為紅牛車隊出賽。

在巴林大獎賽，維斯塔潘從杆位起跑，但在比賽初期被漢米爾頓超越，最終以第二名完賽。在艾米利亞-羅馬涅大獎賽，維斯塔潘從第三位發車，在第一圈超越塞吉歐·培瑞茲和漢米爾頓，最終取得勝利。在葡萄牙大獎賽，維斯塔潘從第三位發車，最終以第二名完賽。在西班牙大獎賽，維斯塔潘從第二位發車，在第一圈超越漢米爾頓，但因為失敗的策略，最終以第二名完賽。在摩納哥大獎賽，維斯塔潘從第二位發車，受益於克萊爾在暖胎圈的退賽，維斯塔潘在起跑後守住領先一路領跑，最終取得勝利。在亞塞拜然大獎賽，維斯塔潘從第三位發車，在比賽前期超越勒克萊爾和漢米爾頓，但在比賽後期因爆胎失控自撞右側護欄被迫退賽。在法國大獎賽，維斯塔潘從杆位起跑，但在第一圈被漢米爾頓超越，並在比賽後期超越漢米爾頓，最終取得勝利。
在奧地利大獎賽，維斯塔潘從杆位起跑奪冠、拿下最快圈速和領跑每一圈，成為最年輕一級方程式大滿貫車手。在英國大獎賽，維斯塔潘在第一圈與漢米爾頓發生了碰撞被迫退賽。事故發生後，維斯塔潘被帶到銀石賽道的醫療中心，隨後被送往考文垂醫院進行預防檢查和進一步評估，並於當日晚上出院。在匈牙利大獎賽，維斯塔潘的賽車在第一圈的多車相撞中受損，最終以第九名完賽。在比利時大獎賽，維斯塔潘從桿位起跑，由於大雨和低能見度，原定進行44圈的比賽在推遲3個小時後僅由安全車帶領了3圈後便宣布完賽，比賽成績以第一圈結束時的起跑順序為準。由於比賽距離未完成75%，因此只獲得半額積分。在墨西哥城大獎賽，維斯塔潘從第三位發車，在第一圈超越漢米爾頓和博塔斯，最終取得勝利。在阿布扎比大獎賽，維斯塔潘在最後一圈超越漢米爾頓，奪得首座一級方程式世界車手冠軍。

#### 2022年賽季

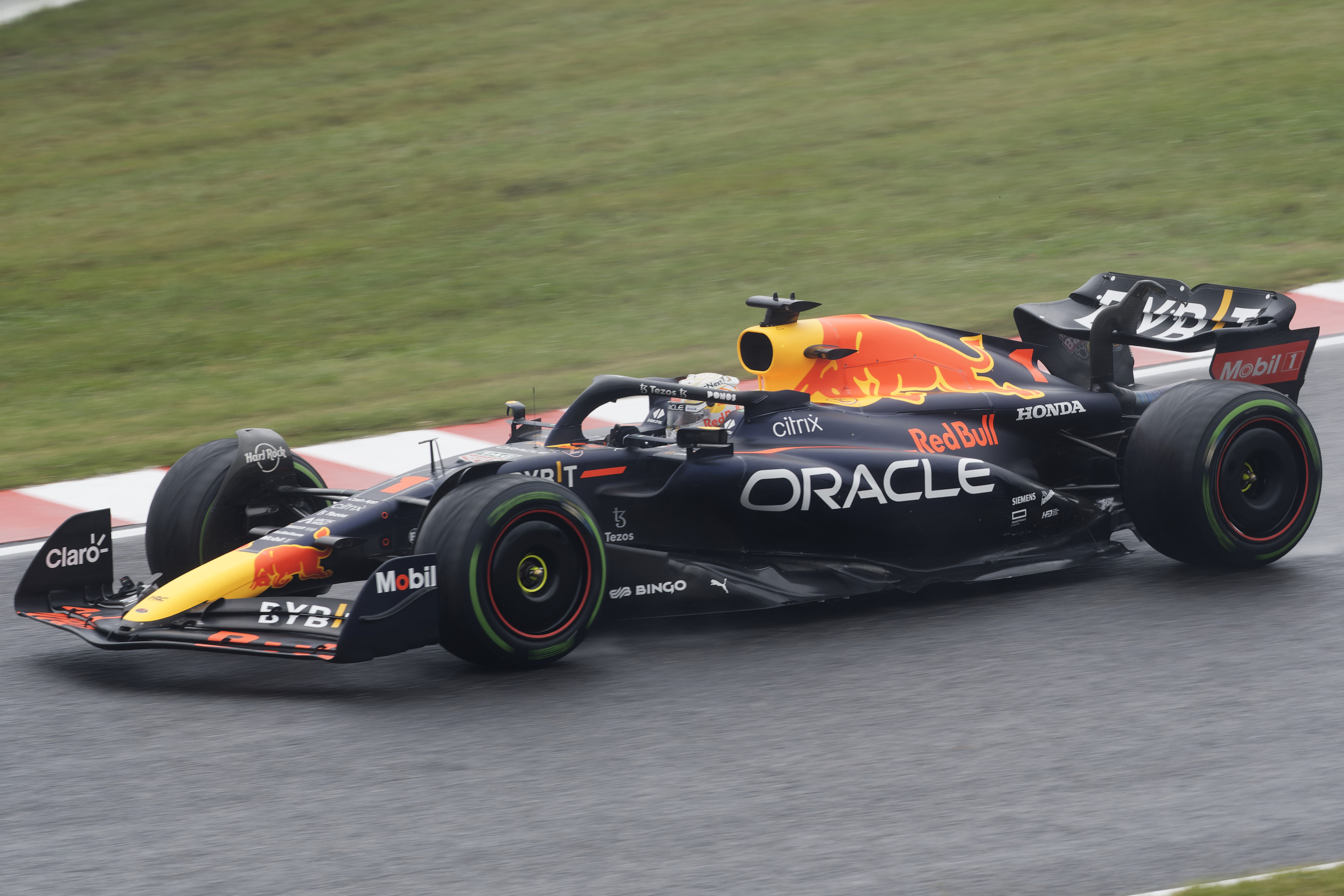
維斯塔潘於2022年日本大獎賽為紅牛車隊出賽。

在巴林大獎賽，維斯塔潘從第二位發車，但在比賽後期因燃料系統問題被迫退賽。在沙烏地阿拉伯大獎賽，維斯塔潘從第四名發車，在比賽後期超越勒克萊爾，最終取得勝利。在澳洲大獎賽，維斯塔潘從第二位發車，但在比賽中期因漏油問題被迫退賽。
在艾米利亞-羅馬涅大獎賽，维斯塔潘從桿位起跑奪冠，成為一級方程式歷史上首位在單站的排位賽、衝刺賽和正賽均獲得第一名的車手。在英國大獎賽，维斯塔潘從第二位發車，但由於碾過碎石導致底板受損，最終以第七名完賽。在奧地利大獎賽，维斯塔潘從桿位起跑，但在比賽初期被勒克萊爾超越，最終以第二名完賽。在日本大獎賽，维斯塔潘從桿位起步奪冠，以積分優勢提前衛冕第二座一級方程式世界車手冠軍。

#### 2023年賽季

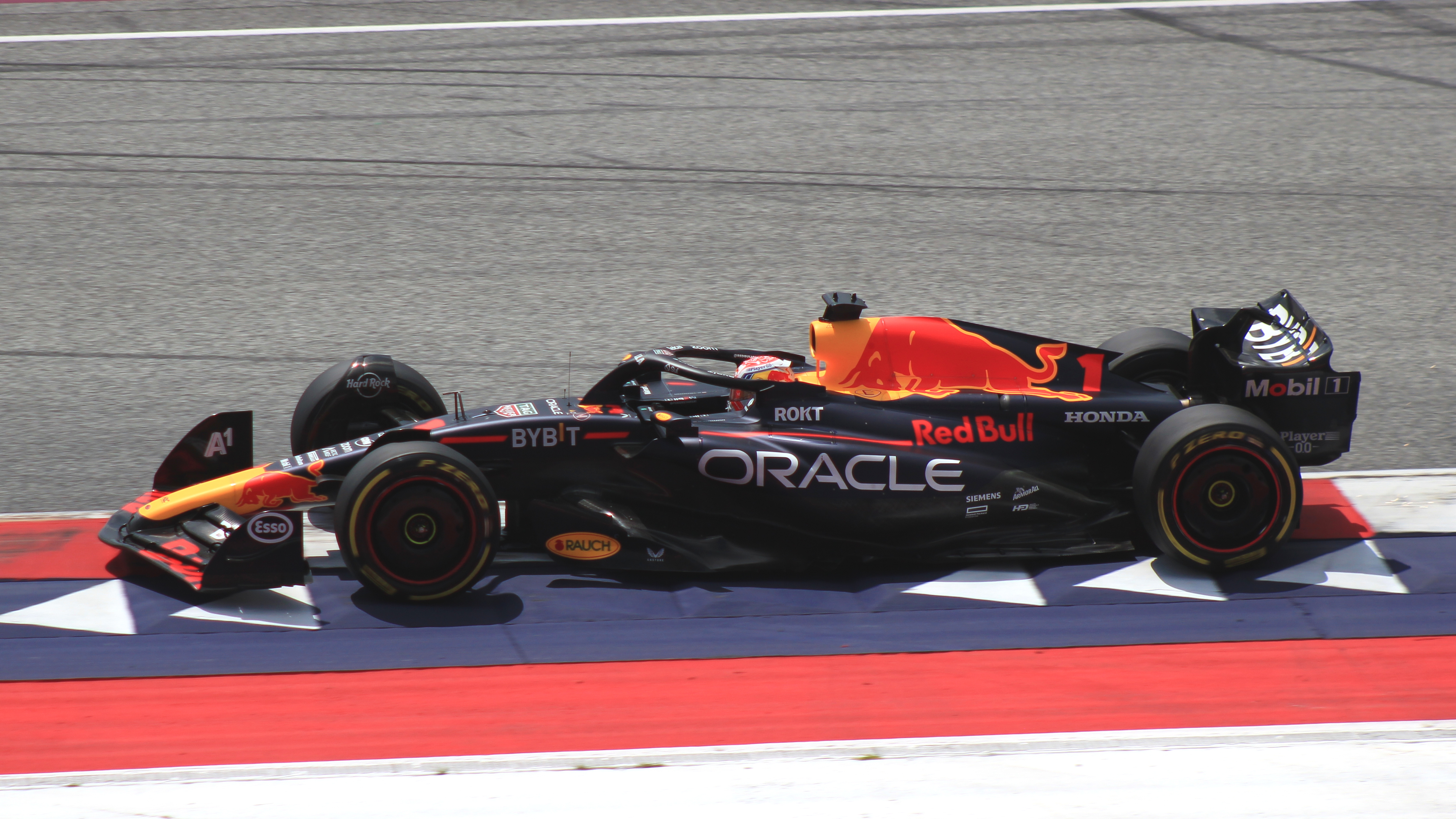
維斯塔潘於2023年奧地利大獎賽為紅牛車隊出賽。

在沙烏地阿拉伯大獎賽，维斯塔潘從第15位發車，在比賽中期超越勒克萊爾、漢米爾頓、費爾南多·阿隆索等車手，最終以第二名完賽。在邁阿密大獎賽，维斯塔潘從第九位發車，在比賽後期超越隊友培瑞茲，最終取得勝利。
在義大利大獎賽，维斯塔潘締造了最長連續分站冠軍──10連勝。在新加坡大獎賽，维斯塔潘從第11位發車，最終以第五名完賽，中斷了10連勝。在卡塔爾大獎賽，维斯塔潘在衝刺賽取得第二名，以積分優勢提前衛冕第三座一級方程式世界車手冠軍，上一位在週六贏得世界車手冠軍的是1983年的尼爾遜·畢奇，正是女友凱莉·皮奎特的父親。在阿布達比大獎賽，维斯塔潘從桿位起跑，在比賽的大部分時間領先，最終取得勝利，成為一級方程式歷史上首位在單一賽季領跑超過1,000圈的車手。

#### 2024年賽季

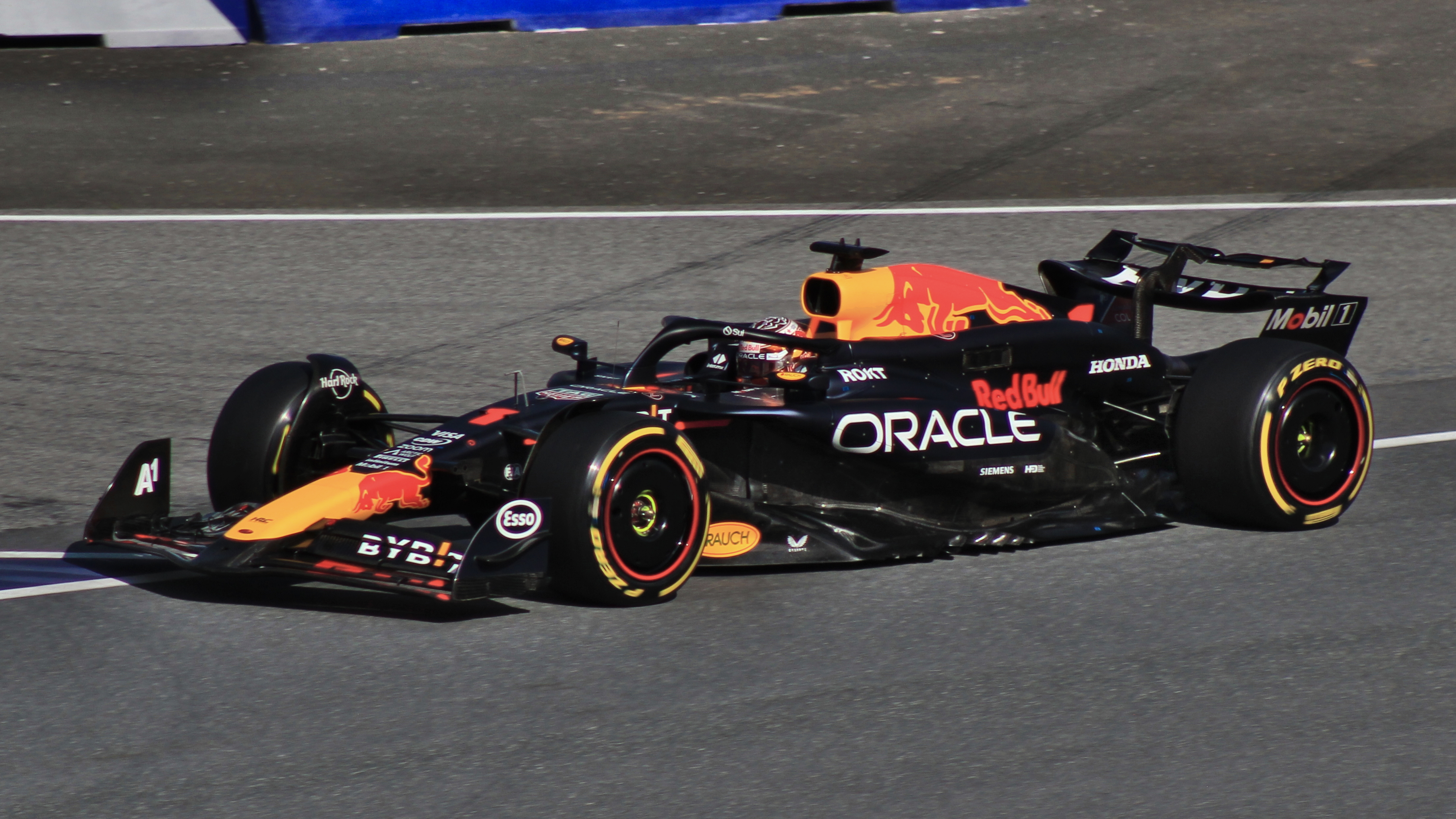
維斯塔潘於2024年澳洲大獎賽為紅牛車隊出賽。

在澳洲大獎賽，维斯塔潘從桿位起跑，但在比賽初期因剎車問題被迫退賽。在艾米利亞-羅馬涅大獎賽，维斯塔潘從桿位起跑，追平由艾爾頓·洗拿保持的最長連續桿位，並在比賽後期成功抵擋來自麥拉倫車隊的蘭多·諾里斯的進攻，最終取得勝利。在加拿大大獎賽，维斯塔潘從第二位發車，在比賽中期超越喬治·羅素，最終取得勝利。在西班牙大獎賽，维斯塔潘從第二位發車，在第一圈超越諾里斯，最終取得勝利。在奧地利大獎賽，维斯塔潘從桿位起跑，但在比賽後期與諾里斯發生了碰撞，最終以第五名完賽。
在聖保羅大獎賽，维斯塔潘從第17位發車，在比賽初期超越培瑞茲、漢米爾頓、阿隆索等車手，並在比賽後期超越埃斯特班·奧康，最終取得勝利，成為自2005年的雷克南之後首位在第17位或以後發車奪冠的車手。在拉斯維加斯大獎賽，维斯塔潘從第五位發車，最終以第五名完賽，以積分優勢提前衛冕第四座一級方程式世界車手冠軍。

## 賽車生涯成績

### 職業生涯摘要
| 賽季   | 系列賽                   | 車隊                | 出賽     | 分站冠軍 | 桿位     | 最快單圈 | 頒獎台   | 積分     | 排名     |
| ------ | ------------------------ | ------------------- | -------- | -------- | -------- | -------- | -------- | -------- | -------- |
| 2014年 | 佛羅里達冬季系列賽       | -                   | 12       | 2        | 3        | 3        | 5        | -        | -        |
| 2014年 | 歐洲三級方程式賽車錦標賽 | 范阿默斯福特車隊    | 33       | 10       | 7        | 7        | 16       | 411      | 季軍     |
| 2014年 | 澳門格蘭披治大賽車       | 范阿默斯福特車隊    | 1        | 0        | 0        | 1        | 0        | 不適用   | 第7      |
| 2014年 | 三級方程式賽車大師賽     | 賽車公園學院        | 1        | 1        | 1        | 0        | 1        | 不適用   | 冠軍     |
| 2014年 | 一級方程式賽車           | 紅牛二隊            | 測試車手 | 測試車手 | 測試車手 | 測試車手 | 測試車手 | 測試車手 | 測試車手 |
| 2015年 | 一級方程式賽車           | 紅牛二隊            | 19       | 0        | 0        | 0        | 0        | 49       | 第12     |
| 2016年 | 一級方程式賽車           | 紅牛二隊            | 4        | 0        | 0        | 0        | 0        | 204      | 第5      |
| 2016年 | 一級方程式賽車           | 紅牛車隊            | 17       | 1        | 0        | 1        | 7        | 204      | 第5      |
| 2017年 | 一級方程式賽車           | 紅牛車隊            | 20       | 2        | 0        | 1        | 4        | 168      | 第6      |
| 2018年 | 一級方程式賽車           | 奧斯頓·馬丁红牛車隊 | 21       | 2        | 0        | 2        | 11       | 249      | 第4      |
| 2019年 | 一級方程式賽車           | 奧斯頓·馬丁紅牛車隊 | 21       | 3        | 2        | 3        | 9        | 278      | 季軍     |
| 2020年 | 一級方程式賽車           | 奧斯頓·馬丁紅牛車隊 | 17       | 2        | 1        | 3        | 11       | 214      | 季軍     |
| 2021年 | 一級方程式賽車           | 紅牛本田車隊        | 22       | 10       | 10       | 6        | 18       | 395.5    | 冠軍     |
| 2022年 | 一級方程式賽車           | 甲骨文紅牛車隊      | 22       | 15       | 7        | 5        | 17       | 454      | 冠軍     |
| 2023年 | 一級方程式賽車           | 甲骨文紅牛車隊      | 22       | 19       | 12       | 9        | 21       | 575      | 冠軍     |
| 2024年 | 一級方程式賽車           | 甲骨文紅牛車隊      | 24       | 9        | 8        | 3        | 14       | 437      | 冠軍     |

* 賽季進行中。

### 國際汽車聯盟三級方程式賽車錦標賽成績
（圖例）粗體為桿位出賽，斜體為最快圈速
| 年份   | 車隊              | 1          | 2        | 3        | 4              | 5              | 6            | 7        | 8          | 9          | 10           | 11          | 12         | 13     | 14       | 15       | 16         | 17           | 18           | 19         | 20           | 21         | 22       | 23       | 24        | 25         | 26             | 27         | 28           | 29       | 30         | 31         | 32           | 33           | 名次 | 積分 |
| ------ | ----------------- | ---------- | -------- | -------- | -------------- | -------------- | ------------ | -------- | ---------- | ---------- | ------------ | ----------- | ---------- | ------ | -------- | -------- | ---------- | ------------ | ------------ | ---------- | ------------ | ---------- | -------- | -------- | --------- | ---------- | -------------- | ---------- | ------------ | -------- | ---------- | ---------- | ------------ | ------------ | ---- | ---- |
| 2014年 | 凡·阿默斯福特車隊 | 銀石 1 Ret | 銀石 2 5 | 銀石 3 2 | 霍肯海姆 1 Ret | 霍肯海姆 2 DNS | 霍肯海姆 3 1 | 波城 1 3 | 波城 2 Ret | 波城 3 Ret | 匈牙利 1 Ret | 匈牙利 2 16 | 匈牙利 3 4 | 斯帕 1 | 斯帕 2 1 | 斯帕 3 1 | 諾里斯林 1 | 諾里斯林 2 1 | 諾里斯林 3 1 | 莫斯科 1 3 | 莫斯科 2 Ret | 莫斯科 3 2 | 紅牛 1 5 | 紅牛 2 4 | 紅牛 3 12 | 紐博格林 1 | 紐博格林 2 Ret | 紐博格林 3 | 伊莫拉 1 Ret | 伊莫拉 2 | 伊莫拉 3 1 | 霍肯海姆 1 | 霍肯海姆 2 5 | 霍肯海姆 3 6 | 第3  | 411  |

### 一級方程式賽車成績
（圖例）粗體為桿位出賽，斜體為最快圈速
| 賽季 | 車隊                 | 底盤          | 引擎                      | 1        | 2        | 3        | 4        | 5      | 6        | 7      | 8    | 9      | 10     | 11     | 12     | 13       | 14     | 15     | 16     | 17     | 18      | 19     | 20     | 21     | 22   | 23   | 24   | 排名 | 積分  |
| ---- | -------------------- | ------------- | ------------------------- | -------- | -------- | -------- | -------- | ------ | -------- | ------ | ---- | ------ | ------ | ------ | ------ | -------- | ------ | ------ | ------ | ------ | ------- | ------ | ------ | ------ | ---- | ---- | ---- | ---- | ----- |
| 2014 | 紅牛二隊             | 紅牛二隊STR9  | 雷諾Energy F1-2014 1.6V6t | 澳       | 馬       | 巴林     | 中       | 西     | 摩       | 加     | 奧   | 英     | 德     | 匈     | 比     | 義       | 新     | 日 TD  | 俄     | 美 TD  | 巴西 TD | 阿     |        |        |      |      |      | –    | –     |
| 2015 | 紅牛二隊             | 紅牛二隊STR10 | 雷諾Energy F1-2015 1.6V6t | 澳 Ret   | 马 7     | 中 17†   | 巴林 Ret | 西 11  | 摩 Ret   | 加 15  | 奥 8 | 英 Ret | 匈 4   | 比 8   | 12     | 新 8     | 日 9   | 俄 10  | 美 4   | 墨 9   | 巴西 9  | 阿 16  |        |        |      |      |      | 第12 | 49    |
| 2016 | 紅牛二隊             | 紅牛二隊STR11 | 法拉利059/4 1.6 V6t       | 澳 10    | 巴林 6   | 中 8     | 俄 Ret   |        |          |        |      |        |        |        |        |          |        |        |        |        |         |        |        |        |      |      |      | 第5  | 204   |
| 2016 | 紅牛車隊             | 紅牛RB12      | 豪雅1.6 V6t               |          |          |          |          | 西 1   | 摩 Ret   | 加 4   | 歐 8 | 奥 2   | 英 2   | 匈 5   | 德 3   | 比 11    | 7      | 新 6   | 马 2   | 日 2   | 美 Ret  | 墨 4   | 巴西 3 | 阿 4   |      |      |      | 第5  | 204   |
| 2017 | 紅牛車隊             | 红牛RB13      | 豪雅1.6 V6t               | 澳 5     | 中 3     | 巴林 Ret | 俄 5     | 西 Ret | 摩 5     | 加 Ret | Ret  | 奧 Ret | 英 4   | 匈 5   | 比 Ret | 10       | 新 Ret | 馬 1   | 日 2   | 美 4   | 墨 1    | 巴西 5 | 阿 5   |        |      |      |      | 第6  | 168   |
| 2018 | 奧斯頓·馬丁 紅牛車隊 | 紅牛RB14      | 豪雅1.6 V6t               | 澳 6     | 巴林 Ret | 中 5     | Ret      | 西 3   | 摩 9     | 加 3   | 法 2 | 奥 1   | 英 15† | 德 4   | 匈 Ret | 比 3     | 5      | 新 2   | 俄 5   | 日 3   | 美 2    | 墨 1   | 巴西 2 | 阿 3   |      |      |      | 第4  | 249   |
| 2019 | 奧斯頓·馬丁 紅牛車隊 | 紅牛RB15      | 本田RA619H 1.6 V6t        | 澳 3     | 巴林 4   | 中 4     | 4        | 西 3   | 摩 4     | 加 5   | 法 4 | 奥 1   | 英 5   | 德 1   | 匈 2   | 比 Ret   | 8      | 新 3   | 俄 4   | 日 Ret | 墨 6    | 美 3   | 巴西 1 | 阿 2   |      |      |      | 季軍 | 278   |
| 2020 | 奧斯頓·馬丁 紅牛車隊 | 紅牛RB16      | 本田RA620H 1.6 V6t        | 奥 Ret   | 3        | 匈 2     | 英 2     | 周年 1 | 西 2     | 比 3   | Ret  | 托 Ret | 俄 2   | 艾費 2 | 葡 3   | 艾米 Ret | 土 6   | 巴林 2 | 薩 Ret | 阿 1   |         |        |        |        |      |      |      | 季軍 | 214   |
| 2021 | 紅牛本田車隊         | 紅牛RB16B     | 本田RA621H 1.6 V6t        | 巴林 2   | 艾米 1   | 葡 2     | 西 2     | 摩 1   | 亞塞 18† | 法 1   | 史 1 | 奧 1   | 英 Ret | 匈 9   | 比 1‡  | 荷 1     | Ret    | 俄 2   | 土 2   | 美 1   | 墨 1    | 聖保 2 | 卡 2   | 沙 2   | 阿 1 |      |      | 冠軍 | 395.5 |
| 2022 | 甲骨文紅牛車隊       | 紅牛RB18      | 紅牛RBPTH001 1.6 V6t      | 巴林 19† | 沙 1     | 澳 Ret   | 艾米 1   | 迈 1   | 西 1     | 摩 3   | 1    | 加 1   | 英 7   | 奥 2   | 法 1   | 匈 1     | 比 1   | 荷 1   | 1      | 新 7   | 日 1    | 美 1   | 墨 1   | 圣保 6 | 阿 1 |      |      | 冠军 | 454   |
| 2023 | 甲骨文紅牛車隊       | 紅牛RB19      | 本田紅牛動力H001 1.6 V6t  | 巴林 1   | 沙 2     | 澳 1     | 2        | 迈 1   | 摩 1     | 西 1   | 加 1 | 奥 1   | 英 1   | 匈 1   | 比 1   | 荷 1     | 1      | 新 5   | 日 1   | 卡 1   | 美 1    | 墨 1   | 圣保 1 | 拉 1   | 阿 1 |      |      | 冠軍 | 575   |
| 2024 | 甲骨文紅牛車隊       | 紅牛RB20      | 本田紅牛動力H002 1.6 V6t  | 巴林 1   | 沙 1     | 澳 Ret   | 日 1     | 中 1   | 迈 2     | 艾米 1 | 摩 6 | 加 1   | 西 1   | 奥 5   | 英 2   | 匈 5     | 比 4   | 荷 2   | 6      | 5      | 新 2    | 美 3   | 墨 6   | 圣保 1 | 拉 5 | 卡 1 | 阿 6 | 冠軍 | 437   |
| 2025 | 甲骨文紅牛車隊       | 红牛RB21      | 本田紅牛動力H003 1.6 V6t  | 澳 2     | 中 43    | 日 1     | 巴林 6   | 沙 2   | 迈 4     | 艾米 1 | 摩   | 西     | 加     | 奥     | 英     | 比       | 匈     | 荷     |        |        | 新      | 美     | 墨     | 圣     | 拉   | 卡   | 阿布 | 第3* | 124*  |

* 賽季進行中。
†未完赛，但已完成赛事总里程的90%。
‡由於未能完成原定賽程的75%，車手只有一半分數。

### 一级方程式纪录
| 紀錄                         | 紀錄      | 賽事                                             | 來源   |
| ---------------------------- | --------- | ------------------------------------------------ | ------ |
| 最年輕一級方程式起跑車手     | 17歲166天 | 2015年澳大利亞大獎賽                             | [ 81 ] |
| 最年輕一級方程式積分車手     | 17歲180天 | 2015年馬來西亞大獎賽                             | [ 82 ] |
| 最年輕一級方程式領跑車手     | 18歲228天 | 2016年西班牙大獎賽                               | [ 83 ] |
| 最年輕一級方程式最快單圈車手 | 19歲44天  | 2016年巴西大獎賽                                 | [ 84 ] |
| 最年輕一級方程式頒獎台車手   | 18歲228天 | 2016年西班牙大獎賽                               | [ 85 ] |
| 最年輕一級方程式分站冠軍車手 | 18歲228天 | 2016年西班牙大獎賽                               | [ 86 ] |
| 最年輕一級方程式大滿貫車手   | 23歲277天 | 2021年奧地利大獎賽                               | [ 87 ] |
| 單季最多分站冠軍             | 19        | 2023年                                           | [ 88 ] |
| 單季最高分站冠軍百分比       | 86.36%    | 2023年                                           | [ 88 ] |
| 單季最多頒獎台完賽           | 21        | 2023年                                           | [ 89 ] |
| 單季最多積分                 | 575       | 2023年                                           | [ 90 ] |
| 單季最高積分百分比           | 92.74%    | 2023年                                           | [ 91 ] |
| 單季最多領跑圈數             | 1003      | 2023年                                           | [ 92 ] |
| 單季最高領跑圈數百分比       | 75.7%     | 2023年                                           | [ 92 ] |
| 單季最多桿位起跑奪冠         | 12        | 2023年                                           | [ 93 ] |
| 單季最多帽子戲法             | 6         | 2023年                                           | [ 94 ] |
| 最長連續分站冠軍             | 10        | 2023年邁阿密大獎賽–2023年義大利大獎賽            | [ 95 ] |
| 最長連續桿位                 | 8         | 2023年阿布達比大獎賽–2024年艾米利亞-羅馬涅大獎賽 | [ 96 ] |

1. ↑  紀錄與艾爾頓·冼拿共同保持

## 榮譽

### 個人
- 劳伦斯世界体育奖年度男子运动员：2022年[97]

### 勳章
- 奧蘭治-拿騷官佐勳章：2022年[98]

## 外部連結
- 官方网站
- 馬克斯·維斯塔潘的X（前Twitter）
- 馬克斯·維斯塔潘的Instagram帳戶
- 馬克斯·維斯塔潘 在DriverDB.com上的职业生涯数据（英文）

| 體育角色                                                      | 體育角色                                                            | 體育角色                 |
| ------------------------------------------------------------- | ------------------------------------------------------------------- | ------------------------ |
| 前任： 菲利克斯·羅辛基斯                                      | 三級方程式賽車大師賽冠軍 2014年                                     | 繼任： 安東尼奧·焦維納齊 |
| 前任： 路易斯·漢米爾頓                                        | 一級方程式賽車世界冠軍 2021年                                       | 繼任： 現任              |
| 紀錄                                                          |                                                                     |                          |
| 前任： 哈伊梅·阿古爾蘇阿里 19歲又125天 （2009年匈牙利大獎賽） | 最年輕出賽一級方程式賽車賽事車手 17岁166天 （2015年澳大利亞大獎賽） | 繼任： 現任              |
| 前任： 丹尼爾·科維亞特 19歲又324天 （2014年澳大利亞大獎賽）   | 最年輕獲得世界錦標賽積分車手 17岁180天 （2015年馬來西亞大獎賽）     | 繼任： 現任              |
| 前任： 塞巴斯蒂安·維泰爾 21歲又73天 （2008年義大利大獎賽）    | 最年輕獲得一級方程式分站冠軍車手 18岁228天 （2016年西班牙大獎賽）   | 繼任： 現任              |
| 前任： 蘭斯·斯托爾 18歲又239天 （2017年亞塞拜然大獎賽）       | 最年輕取得一級方程式頒獎台車手 18岁228天 （2015年澳大利亞大獎賽）   | 繼任： 現任              |
| 前任： 尼可·羅斯堡 20歲又258天 （2006年巴林大獎賽）           | 最年輕寫下一級方程式最快圈速車手 19岁44天 （2016年巴西大獎賽）      | 繼任： 現任              |